# 山梨酸钙
山梨酸鈣（化学式：C12H14CaO4）是山梨酸的鈣鹽。它是一種常用的防腐劑，E編號為E203，但在歐盟已不允許使用。

## 外部連結
- Calcium sorbate （页面存档备份，存于）, UKfoodguide.net